# Bioetik
 Denne artikel bør gennemlæses af en person med fagkendskab for at sikre den faglige korrekthed.

Bioetik er de videnskabelige teorier over de etiske problemstillinger, som de videnskabelige biologiske discipliner og de medicinske videnskaber rejser.
Bioetikken behandler etiske spørgsmål, der kommer i forbindelse med "livsvidenskaberne" (især biologien og medicinen – biologi af græsk: "Bios – liv"; logi – af logos – ord, læren om eller rettere; ordene om). Men bioetikken har vidtrækkende konsekvenser for bioteknologierne, politologiske studier, jura, filosofi og teologi. Som et hvert andet videnskabligt felt, er der forskellige modsatrettede opfattelser af bioetikken – af dens område, af dens betydning og af dens grundlag som videnskab – og ikke mindst dens videnskabelige grundlag.
Bioetikken behandler for eksempel så forskellige problemstillinger som fostrets juridiske rettigheder, menneskets liv, dets sundhed og dyrenes og planternes liv – og rettigheder. Sag med andre ord behandler bioetikken problemstillinger vedrørende liv og levende væsner.
I Danmark er en de mest fremtrædende forskere inden for bioetikken Jacob Rendtorff, der blandt andre ting har behandlet problemstillinger vedrørende fostrets rettigheder, miljøpolitikker og indsnævringen af det medicinske normalitetsbegreb, der er fundet sted som følge af udviklingen inden for medicinen, hvilket i Danmark skal ses i forhold til den store produktion af psykofarmaka, som har været en af de vigtigste nye områder for dansk eksport og udviklingen af et veludviklet hjemligt marked. Rendtorff arbejder primært ud fra et fænomenologisk udgangspunkt, med udgangspunkt i de de europæiske menneskerettigheders grundlæggende princip om den enkeltes ret til sin værdighed og integritet, udfoldet til behandling af naturens og biotopernes sårbarhed over for menneskelig påvirkning.
En anden vigtig forsker er Mickey Gjerris, der er lektor i bioetik ved Fødevareøkonomisk Institut på Københavns Universitet. Han har beskæftiget sig med etiske overvejelser over marked, miljø, dyr og natur og er sammen med Lars Danner Madsen redaktør af bogen Naturens sande betydning: om natursyn, etik og teologi. Desuden Thomas Søbirk Petersen, der er professor i etik ved Roskilde Universitet, hvor han primært forsker i bioetik. Han er medlem af Det dyreetiske råd og har publiceret flere bøger og artikler om emnet dyreetik. Endelig har filosoffen Jes Harfeld fra Aalborg Universitet beskæftiget sig indgående med området.